# Ourde
Ourde – miejscowość i gmina we Francji, w regionie Oksytania, w departamencie Pireneje Wysokie.
Według danych na rok 1990 gminę zamieszkiwało 31 osób, a gęstość zaludnienia wynosiła 6 osób/km² (wśród 3020 gmin regionu Midi-Pyrénées Ourde plasuje się na 1032. miejscu pod względem liczby ludności, natomiast pod względem powierzchni na miejscu 1474.).